# Lorraine (sång)
Lorraine är en låt framförd av den bulgariska musikgruppen Kaffe. Låten var Bulgariens bidrag i Eurovision Song Contest 2005 i Kiev i Ukraina och landets debutbidrag i tävlingen. Låten är skriven av Vesselin Vesselinov-Eko och Orlin Pavlov.
Bidraget framfördes i semifinalen den 19 maj och fick 49 poäng vilket gav en nittonde plats, inte tillräckligt för att gå vidare till finalen.